# Kavell Bigby-Williams
Kavell Chevano Bigby-Williams (Londres, 7 de octubre de 1995) es un baloncestista inglés que integra el plantel del Jilin Northeast Tigers de la CBA. Con 2,11 metros de estatura, juega en la posición de ala-pívot.

## Trayectoria deportiva

### Universidad
Jugó dos años en el Gillette College de Gillette (Wyoming). En su segunda temporada promedió 16,8 puntos, 13,6 rebotes y 5,6 tapones por partido, por lo que fue elegido Jugador del Año de la NABC de la categoría e incluido en el primer equipo All-American de la NJCAA.
En abril de 2016, tras su etapa en junior college, dio el salto a la División I de la NCAA y se comprometió con los Ducks de la Universidad de Oregón, donde jugó una temporada en la que contó con pocos minutos de juego, y en la que acabó promediando 3,0 puntos y 2,8 rebotes por partido. Al término de la temporada, optó por ser transferido a los Tigers de la Universidad Estatal de Luisiana, donde tras el año de parón que impone la NCAA, disputó una temporada, en la que promedió 7,9 puntos, 6,7 rebotes y 1,9 tapones por encuentro.

### Profesional
Después de no ser elegido en el draft de la NBA de 2019, Bigby-Williams firmó por los Charlotte Hornets, pero fue liberado rápidamente, uniéndose entonces a los New Orleans Pelicans, con los que disputó las Ligas de Verano de la NBA, jugando cinco partidos en los que promedió 6,8 puntos y 7,4 rebotes. Tras jugar un partido en la pretemporada, fue despedido el 19 de octubre, aunque fue incluido en la plantilla de su filial en la G League, los Erie BayHawks. Allí jugó 25 partidos, promediando 8,5 puntos y 9,2 rebotes.
El 4 de febrero de 2020 fue traspasado a los Sioux Falls Skyforce a cambio de Raphiael Putney, quienes tres semanas después lo enviarían a los Fort Wayne Mad Ants a cambio de Isaiah Hartenstein.
El 14 de diciembre de 2020, Bigby-Williams firmó con Pallacanestro Cantù de la Lega Basket Serie A hasta el final de la temporada.
El 11 de marzo de 2021 firmó por el Antwerp Giants de la PBL belga.
El 19 de agosto de 2021, firma por el Anwil Włocławek de la Polska Liga Koszykówki.
Disputó la temporada 2024 del CIBACOPA con los Astros de Jalisco, siendo reconocido como el Mejor Pívot del año. Jugó luego dos partidos con el equipo de la LNBP, pero una lesión lo obligó a perderse la temporada. 
Volvió a la actividad a fines de octubre de 2024, siendo fichado por el Al Ahli Tripoli de Libia para reforzar al equipo en el Africa Champions Clubs Road to BAL 2025.

### Selección nacional
En septiembre de 2022 disputó con el combinado absoluto británico el EuroBasket 2022, finalizando en vigesimocuarta posición.